# 楊廷理
楊廷理（1747年4月18日—1813年10月22日），字清和，一字圆泉，號雙梧，又号水覃、半緣、甦齋、更生。廣西柳州馬平縣人，乾隆十二年生於廣西左江鎮署，乾隆四十二年（1777年）拔貢。著名學者、詩人、官吏。曾多次擔任臺灣清治時期的臺灣知府、臺灣道道臺。一生三進臺灣，三任臺灣知府，五入噶瑪蘭，為噶瑪蘭廳成功設治的最大推手，後世尊稱其為「開蘭名宦」。

## 生平

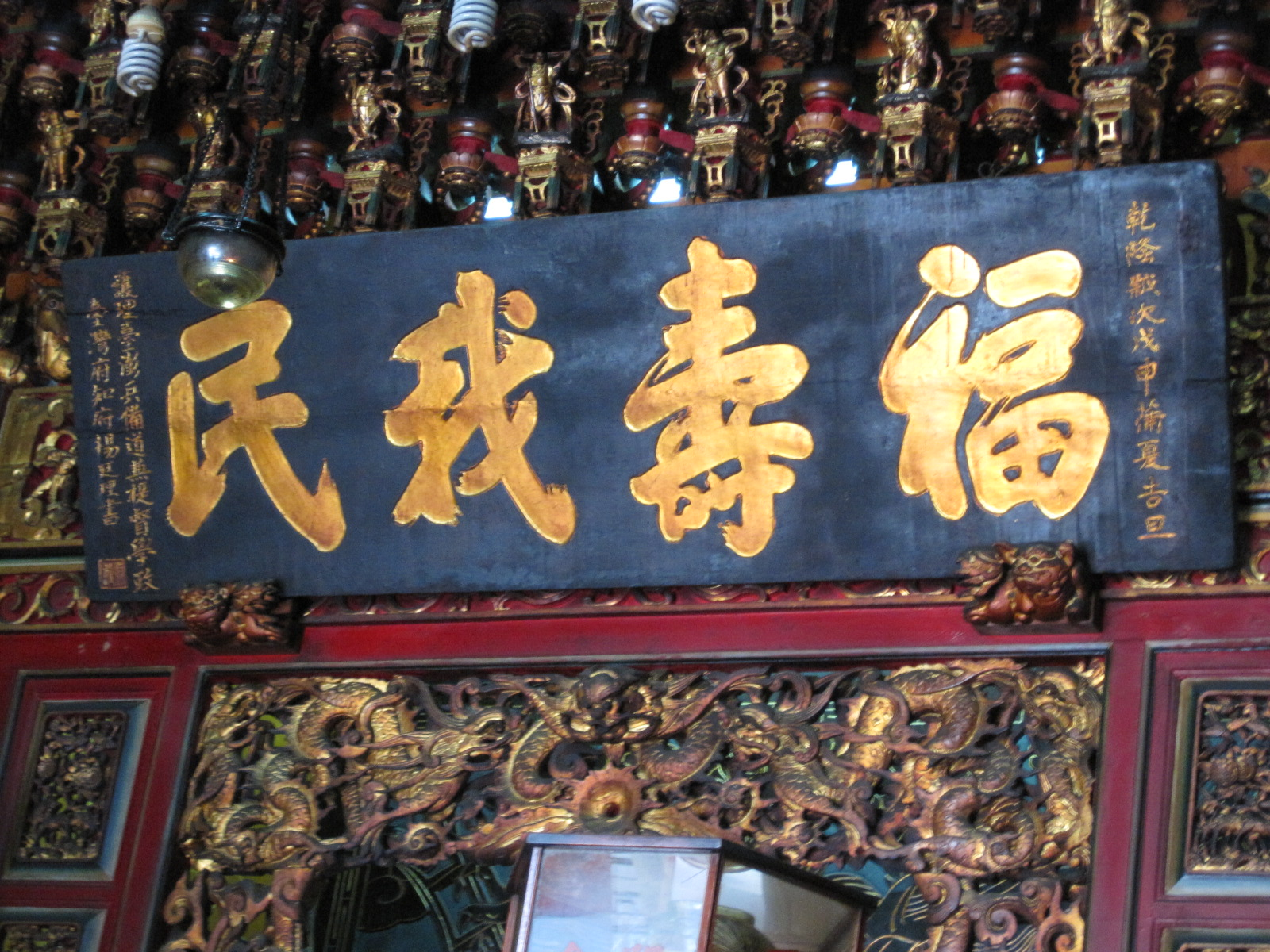
臺南藥王廟內，楊廷理於乾隆五十三年題贈的「福壽我民」匾

楊廷理生於乾隆十二年三月初九（1747年4月18日），為家中第三子，父親楊剛是廣西南寧府左江鎮總兵。乾隆三十一年（1766年）娶妻歐陽氏。乾隆四十三年（1778年）以拔貢生入京，七月朝考一等一名，以知縣見用，簽發福建。冬季到閩，初任歸化縣縣令，先後調署寧化縣、侯官县、兼護福防同知。乾隆四十七年（1782年）任龙岩州知州兼通判銜。任內表現優異，乾隆五十年被奏升為臺灣府南路理番同知，是其一生三渡臺灣的開始。

### 在臺治績

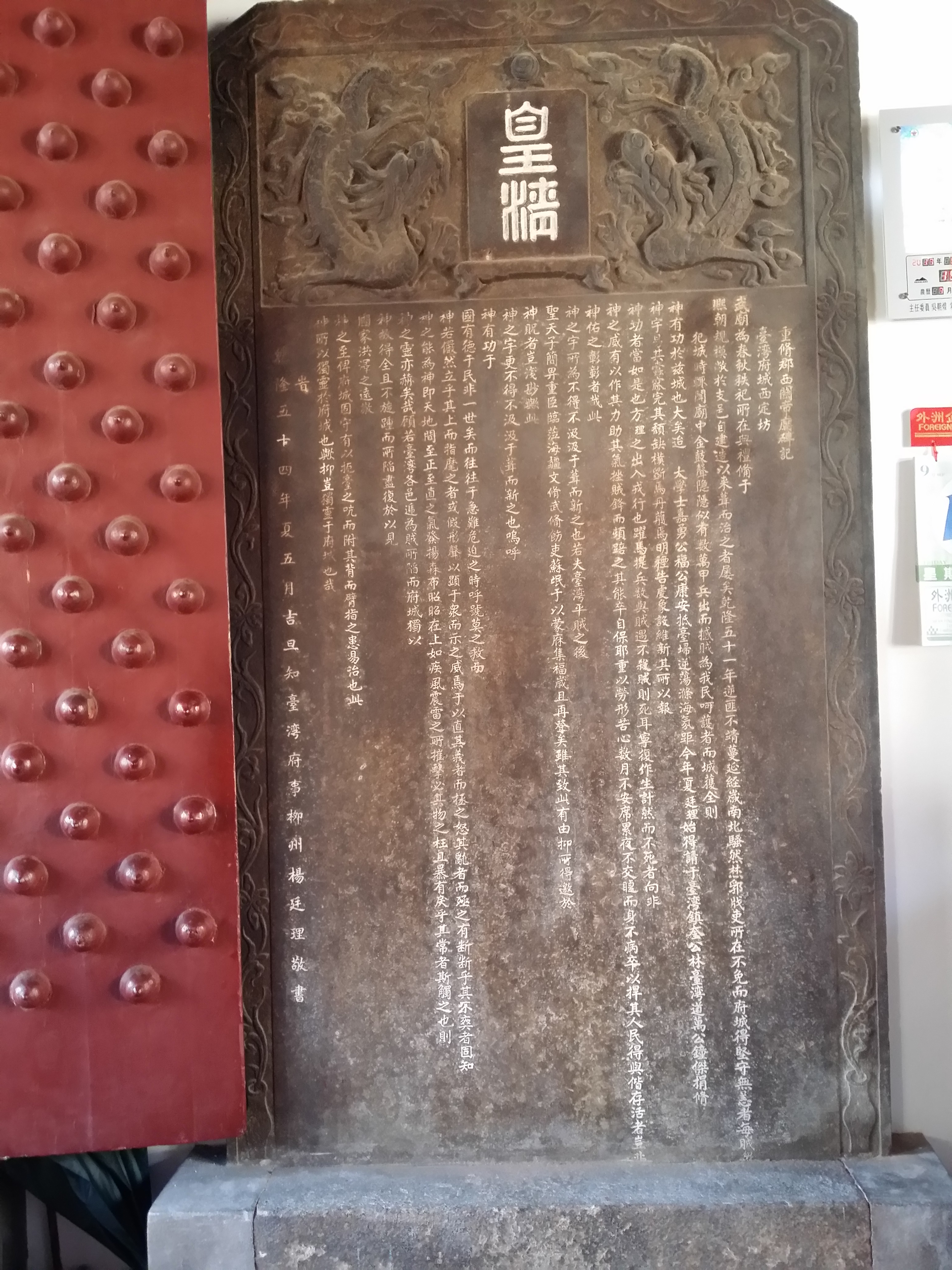
臺南祀典武廟右側廟門內，由楊廷理所書的「重脩郡西關帝廟碑記」石碑

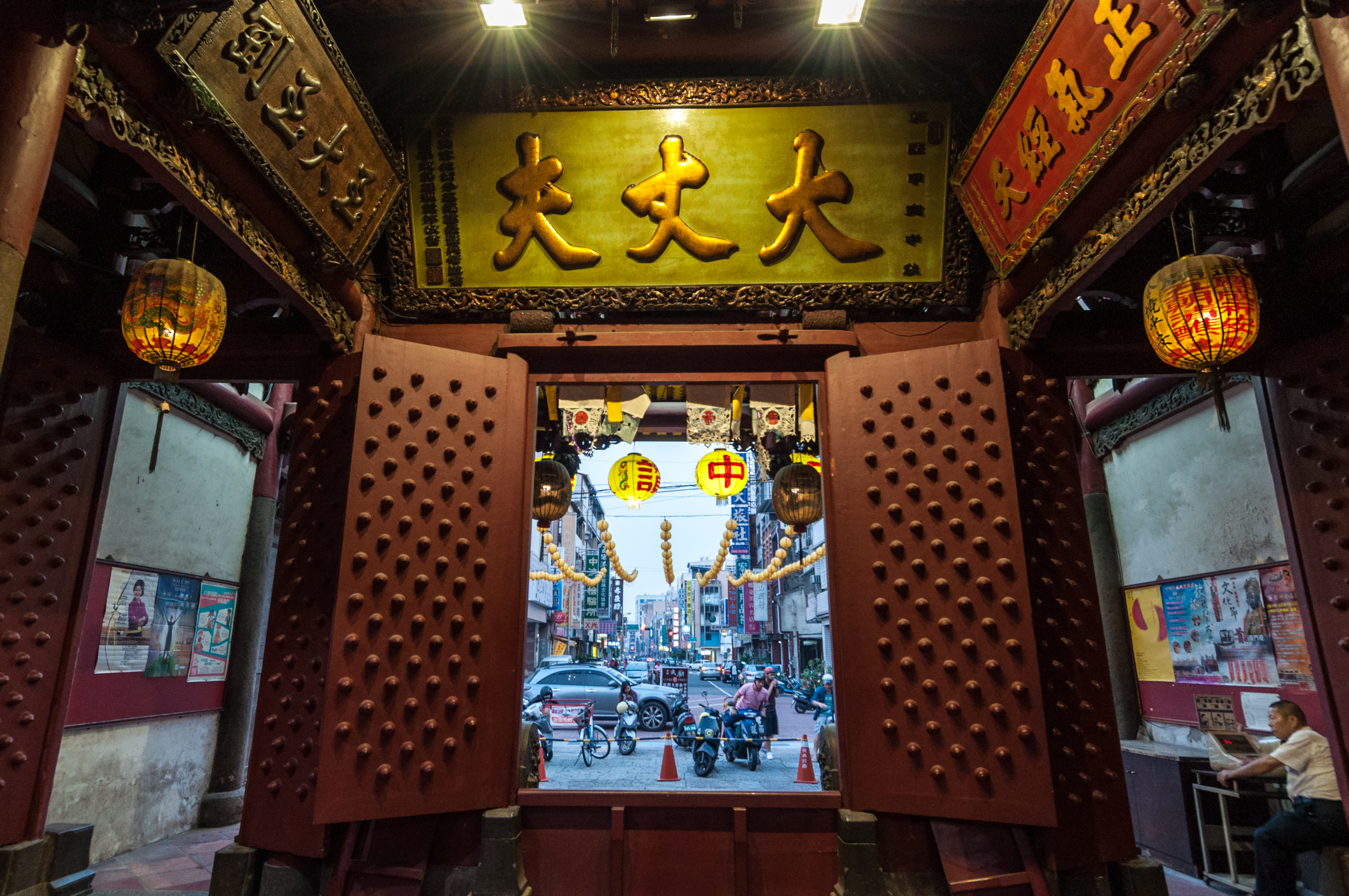
臺南祀典武廟，由楊廷理題贈的「大丈夫」匾額

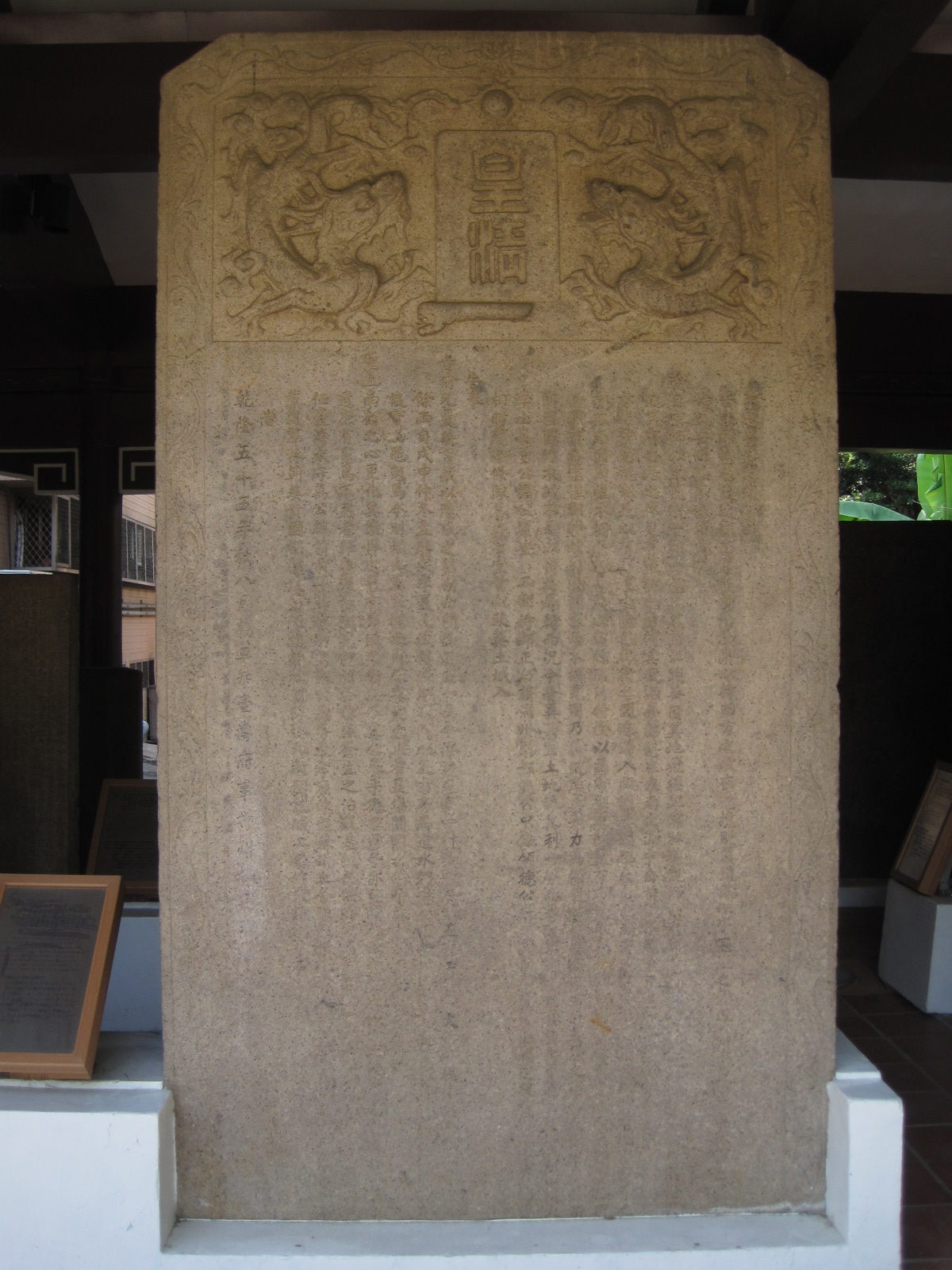
楊廷理所立之「改建臺灣府城碑記」（臺南南門公園碑林）

乾隆五十一年八月二十（1786年10月11日）到臺灣擔任臺防同知，不久即面臨林爽文事件，募義勇協助平定。此為其首次抵臺。乾隆五十一年（1786年)十二月兼理臺灣府知府，五十二年八月署，十月實授知府一職。乾隆五十三年（1788年）春護任臺灣道，十月回任知府。捐俸接續鄉賓黄世景重修府城上帝廟之事。乾隆五十六年五月署臺灣道，六月實陞。五十九年正月加按察使銜。林爽文事件後，有感於臺灣府城原有的植竹、木柵城牆防禦能力低，於是以土石重修臺灣府城城垣，是臺灣土石城牆的首例。
乾隆六十年（1795年）三月十日陳周全事件發生，楊廷理帶兵解救斗六，並收復彰化與鹿港兩地，俘陳周全，事件於十九日吿平定。同年，遭福州府知府控昔日侯官县知縣任內倉穀虧空，遭押解入京審訊，因私刻年譜而獲罪。嘉慶元年判謫戌伊犁六年。

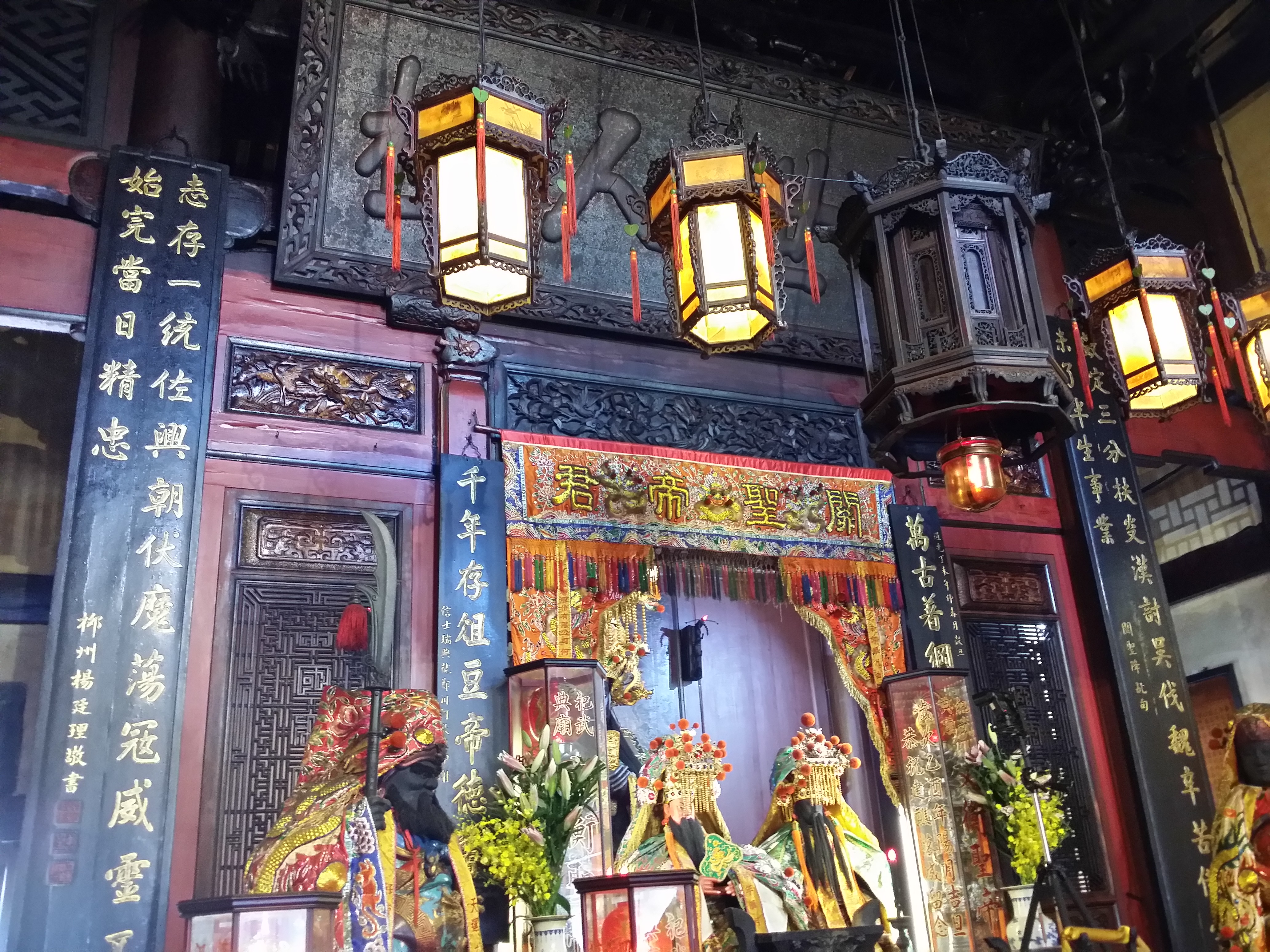
臺南祀典武廟主殿內，由楊廷理於嘉慶年間所書的楹聯，簽名下三方署印"甦齋廷理"、"更生"、"六年萬里歸人"

嘉慶八年（1803年）閏二月，楊廷理從伊犁赦還回籍。因尚積欠官餉，而無法復職。嘉慶八年冬至十年秋，寓居廣州、柳州。後來在臺灣仕紳資助及親友借資下，成功降捐知府。嘉慶十一年（1806年）九月補授臺灣府知府，派任前嘉慶皇帝召見，楊廷理直言應當開蘭，上諭：「稟商督撫」。十二月十一日，抵臺南府城就任知府，此為其二次抵臺。

### 開蘭歷程
嘉慶十二年九月九日自艋舺出發從山路入噶瑪蘭，與水師總兵王得祿合擊驅走佔領基隆、噶瑪蘭、蘇澳的海賊朱濆，此為其首次抵蘭。任務完成，於十月十日返抵台南府城，卻接到聖旨要其內渡返回。於嘉慶十三年四月內渡。嘉慶十四年（1809）八月，以「候補知府」身份渡臺處理漳泉械鬥，此為其第三次抵臺。
嘉慶十五年，與來臺查辦漳泉械鬥案後續事宜的閩浙總督方維甸隨行，在艋舺遇到噶瑪蘭頭目請求收治版圖，方維甸授與楊廷理18條創始事宜準則，派其入蘭辦理。四月五日，楊廷理再次入蘭悉心勘查，籌劃蘭事，在這段時間首次劃定蘭城規模方位並「植竹為城，環以九芎樹木」，待至十月返。嘉慶十六年元宵，楊廷理陪同臺灣道張志緒勘查噶瑪蘭，此為其第三次入蘭，於三月返府城。同年三月-五月署淡水廳同知。九月，噶瑪蘭水災沖毀田園，楊廷理趕往勘災，同時繼續規劃噶瑪蘭各項事宜進度，這是他第四次入蘭。十二月回府城，任「臺灣知府」。
嘉慶十七年（1812）初，朝廷核准設立噶瑪蘭廳。六月初八，楊廷理卸任臺灣知府，待令內渡後補建寧府知府。八月，噶瑪蘭廳正式設治，首任通判為翟淦。設治初期，噶瑪蘭居民突發漳粵糾紛，楊廷理於八月底再次入蘭，協助翟淦平爭，並稍停輔佐開蘭事宜
。九月初，奉檄暫攝通判一職，至十二月十日卸委，此次入蘭期間建成仰山書院。這是他第五度入蘭。

### 逝世
嘉慶十八年（1813）初，因左臂風恙向上級請假調理三個月，暫不赴任建寧府知府。然而假單批回來，指示其身為噶瑪蘭創始章程執行人，在蘭地未穩之前不宜內渡赴任
。遂於府城待命、養病。養病期間，《東遊草》完稿付刊，《勞生節略》、《議開後山噶瑪蘭節略》定稿。嘉慶十八年九月二十九日(1813年10月22日)卒於臺南府城。靈柩由家屬運回中國廣西柳州，於嘉慶二十一年五月二十三日安葬。楊廷理六子杨立旭後來舉孝廉方正，道光己酉(1849年)舉人，立有功績官拜高位。同治十年(1871年)，其六子茲請孫衣言撰寫其父墓誌銘、請王拯撰寫其父墓表。

## 後世紀念

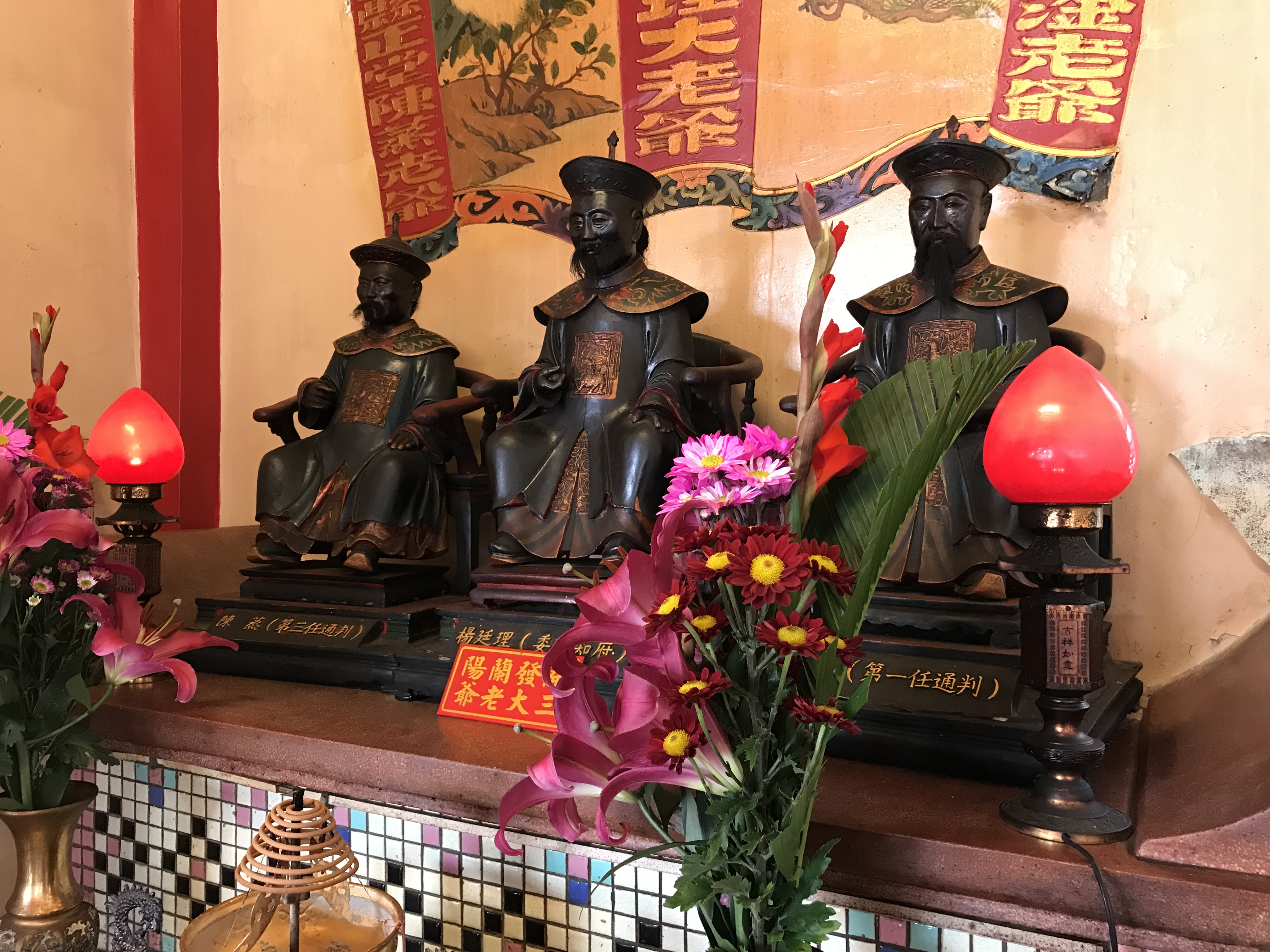
昭應宮三大老神像，居中者為楊廷理（上書「台灣知府兼辦開蘭主事楊廷理大老爺」

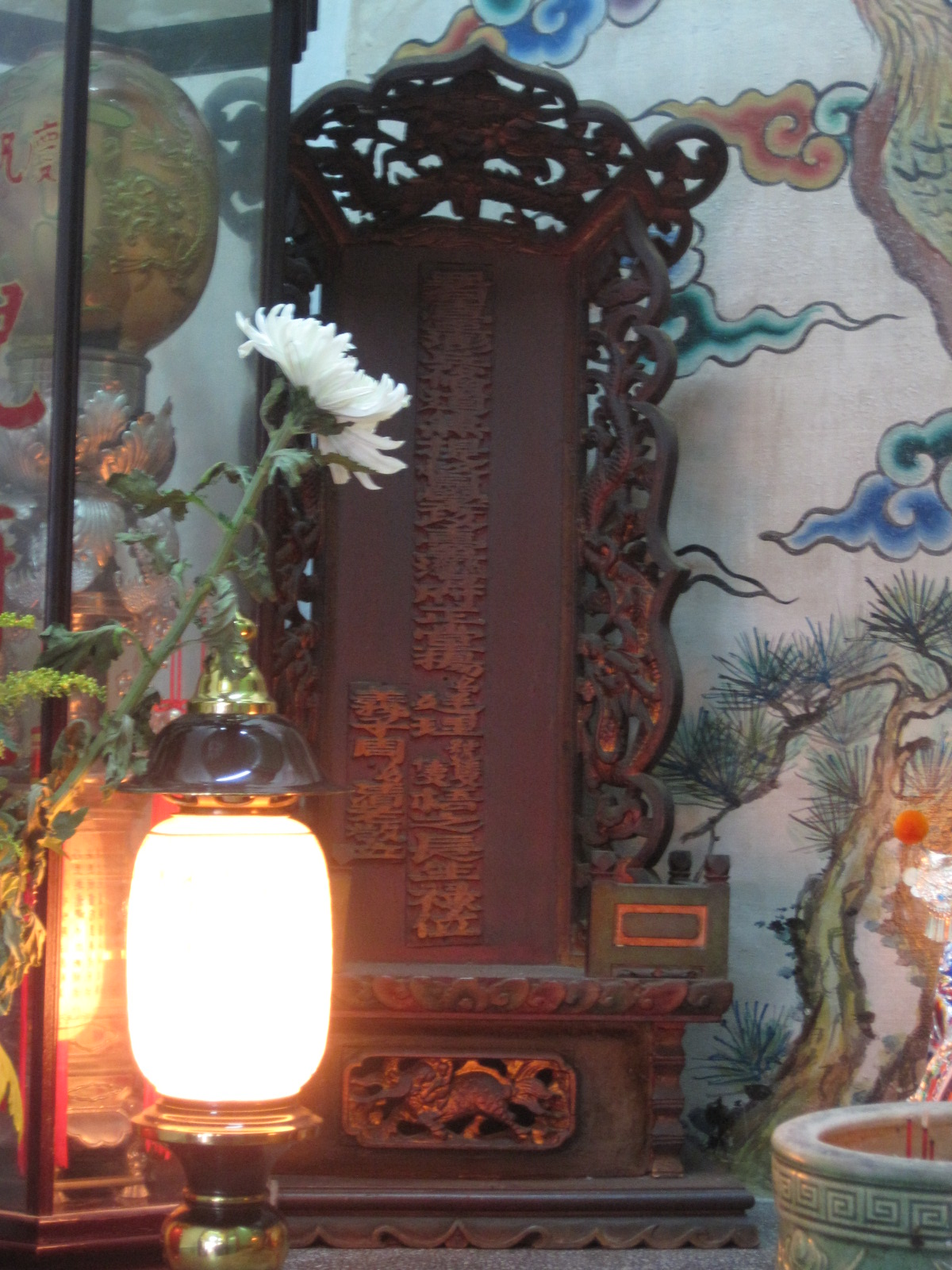
臺南總趕宮的楊廷理長生祿位

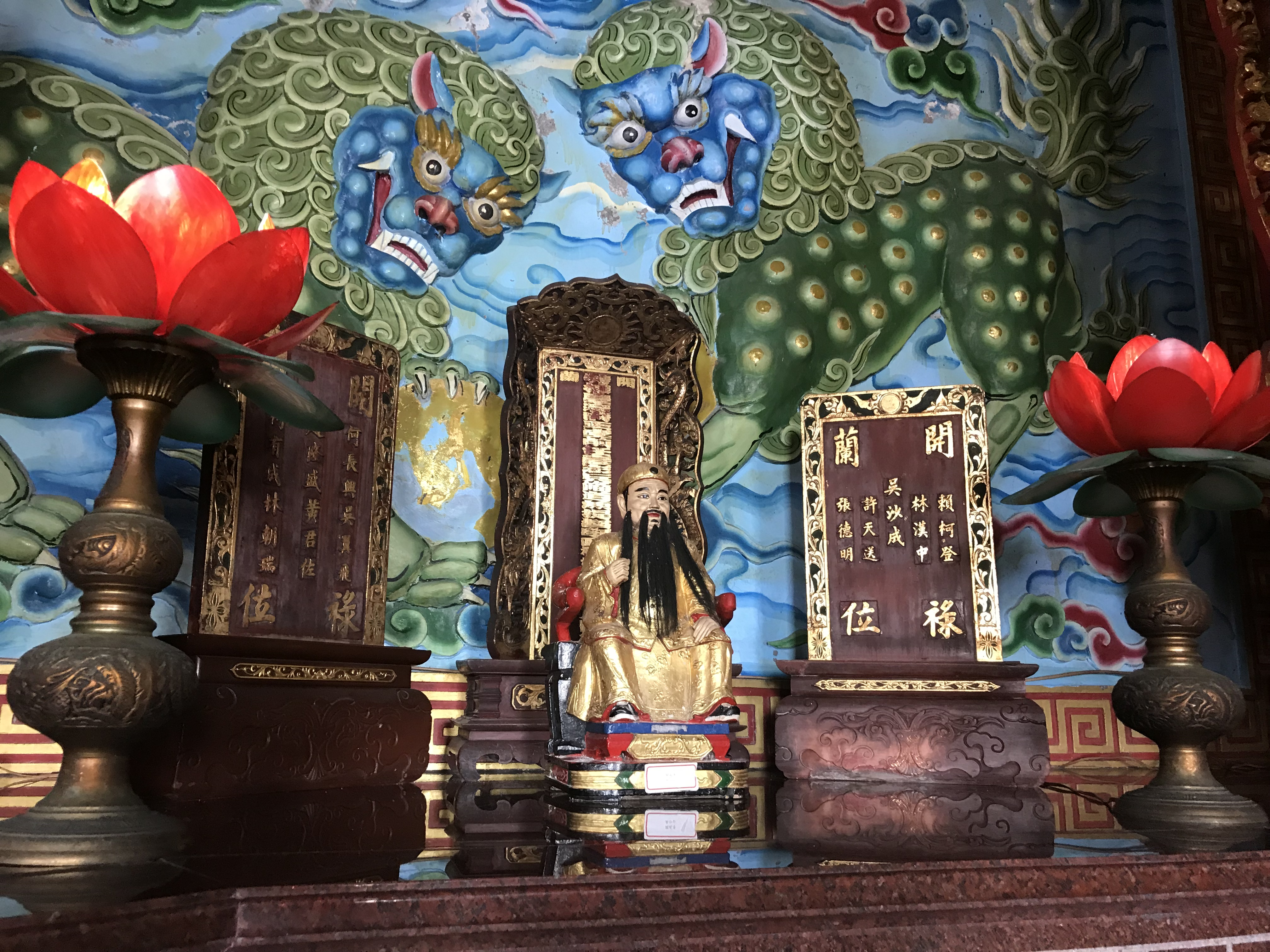
頭城開成寺城隍廟吳沙像，像後為楊廷理長生祿位

楊廷理一生三次渡臺，五次入蘭。平定天地會陳周全起事、驅走海盜朱濆，於任內成功規劃籌設噶瑪蘭廳。多次擔任臺灣府知府、臺灣道道臺。多地鄉親感念其功，供奉其長生牌位或神像。
- 宜蘭昭應宮後殿左龕供奉楊廷理、翟淦、陳蒸三尊木雕像，當地稱作「三大老」，這三位均曾擔任過噶瑪蘭廳通判。
- 宜蘭縣頭城鎮頭城開成寺仍有奉祀楊廷理的長生祿位，名曰「開蘭特授臺灣府正堂前臺澎兵備道兼提督學政柳州楊號雙梧大人長生祿位」。
- 臺南市的總趕宮裡供奉楊廷理的長生祿位，曰「署臺澎兵備道兼提督學政臺灣府正堂楊名廷理號雙梧之長生祿位」，由其義子紳商周清老所立。

## 軼聞
- 相傳楊廷理把陳周全的祖墳風水敗壞，是為「楊雙梧奉敕敗地理」的臺灣民間傳奇[24]。另外民間也流傳有楊桂森的「楊本縣敗地理」、以及嘉慶君遊台灣的泉州地理師楊桂參故事。這幾個傳說在民間口耳相傳之下已經糾纏不清[25]。
- 「三楊開泰」史事：乾隆五十一年（1786），林爽文事件正烈，12月臺灣知府孫景燧率兵北上殉難，於是由同知楊廷理暫代知府，堅守府城。翌年一月，改派福州海防同知楊紹裘暫署知府；三月，清廷正式派楊廷樺為臺灣知府，楊紹裘協理軍需局。知府楊廷樺、軍需局楊紹裘、同知楊廷理，三位楊姓知府級人物同在府城。百姓們認為是好兆頭，爭相走報：「三陽（楊）開泰，賊不足畏也！」於是民心士氣大振，府城之危解[26]。

## 著作
- 《議開蛤仔難節略》
- 《東游草詩》[27]
- 《知還書屋詩鈔》：其五子楊立亮整理楊廷理平生詩作，請其友人、當時知名文學家許喬林刪訂為《知還書屋詩鈔》十卷，附刊楊廷理自傳年譜《勞生節略》一卷[28]。
- 《柳河東先生集》：楊廷理重新整理出版的柳宗元文集，乾隆五十三年在臺南海東書院所完成[29]。

## 家族
祖父，杨标，祖居江西南昌瓦子阁。自从征自南昌至广西，遂占籍马平县，隶籍广西提督标营。康熙四十一年（1702年）从征八排，卒于军中，赠武信骑尉。祖母刘氏。
父，杨刚，字体乾，官至广西左江镇总兵。大母孟氏，誥封夫人。生母张氏，乾隆十年（1745年）嫁杨刚，“以贤淑名”，誥封夫人。继母王氏，封恭人。
廷理兄弟三人。长兄杨廷培，次兄杨廷美。姊妹杨略贾。
妻，欧阳氏，柳州人，广东布政使欧阳永裿之女，生次子立元、四子立冠，诰封恭人。妾黄氏，生长子立先，以子得赠孺人。妾程氏，生第三子立允。杜氏，生第五子立亮。苏氏，生第六子立旭，以子得赠孺人。
生6子。楊立先，附貢生。楊立元，增廣生。楊立允，廩膳生。楊立冠，嘉慶十四年進士，詩人，官至翰林院庶吉士，嘉慶十六年夏病逝。楊立亮，貢生，整理其父詩集为《知还书屋诗钞》、重刊《东瀛纪事》、《创闿噶玛兰纪略》。楊立旭，道光己酉舉人，練勇捍賊立功於鄉，得官山西陽高知縣，光緒二年任山西霍州州牧，廉洁自持，任內主編《直隶霍州志》二卷，光绪十六年退休後回柳州主持柳江书院。
孙可考其名者14人。列名于楊廷理墓碑文者12人：慶宗、慶安、慶宇、慶寅、慶寀、慶寧、慶富、慶寬、慶宁、慶宓、慶定、慶宏。慶宜、慶宣2人见于杨廷理〈將抵都門〉一诗。

## 任職
| 官衔          | 官衔                                                   | 官衔          |
| ------------- | ------------------------------------------------------ | ------------- |
| 前任： 陳惇   | 汀州府歸化縣知縣 乾隆四十四－四十六年 （1779－1781年） | 繼任： 劉士毅 |
| 前任： 王學源 | 福州府侯官縣知縣 乾隆四十六－五十二年 （1781－1787年） | 繼任： 黃呈翬 |
| 前任： 刘政楷 | 龙岩州知州 乾隆四十七年 （1782年）                     | 繼任： 卫锦   |
| 前任： 孫景燧 | 台灣府知府 1786年上任                                  | 繼任： 楊紹裘 |
| 前任： 楊廷樺 | 台灣府知府 1787年上任                                  | 繼任： 徐夢麟 |
| 前任： 徐夢麟 | 台灣府知府 1788年上任                                  | 繼任： 袁秉義 |
| 前任： 永福   | 福建分巡台灣兵備道 1788年上任                          | 繼任： 王右弼 |
| 前任： 王慶常 | 按察使銜分巡台灣兵備道 1793年上任                      | 繼任： 劉大懿 |
| 前任： 錢澍   | 台灣府知府 1806年上任                                  | 繼任： 鄒翰   |
| 前任： 翟淦   | 台灣噶瑪蘭廳通判（暫代） 1810年上任                    | 繼任： 陳蒸   |
| 前任： 汪楠   | 台灣府知府 1811年上任                                  | 繼任： 汪楠   |
| 前任： 朱潮   | 台灣府淡水撫民同知 1811年上任                          | 繼任： 溫溶   |